# هورست ميتيلستيدت
كان هورست ميتيلستيدت (28 أبريل 1923 - 18 فبراير 2016) عالم أحياء وأخصائي علم إنترنت ألماني. جنبا إلى جنب مع إريك فون هولست، أظهر «مبدأ إعادة التبعية» في عام 1950 (Das Reafferenzprinzip) فيما يتعلق بكيفية تمكن الكائن الحي من فصل المحفزات الحسية (المولدة ذاتيا) عن المؤثرات الحسية المجددة (المولدة من الخارج). تعامل هذا المفهوم إلى حد كبير مع العمليات التفاعلية بين الجهاز العصبي المركزي والمحيط.
حتى عام 1999 كان يعمل في معهد ماكس بلانك لعلم وظائف الأعضاء السلوكية في بافاريا. كان تركيزه العلمي هو التحليل السيبراني للسلوك.